# Richard Löwy
Richard Löwy (Zásmuky, 7 dicembre 1886 – Auschwitz, 26 febbraio 1944) è stato un ingegnere e militare austro-ungarico di origine ebraica.
Unico esempio noto di militare austro-ungarico ad aver ricevuto la cittadinanza onoraria in Trentino, fu vittima dell'Olocausto durante la seconda guerra mondiale.

## Biografia

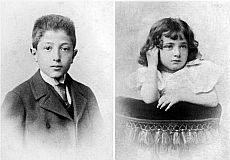
Richard e Martha Löwy

Figlio di Karl Löwy ed Edvige Katz, Richard nacque in Boemia in una famiglia ebrea ceco-tedesca, che nel 1904 si trasferì a Vienna.
Dopo la laurea in ingegneria civile, Richard Löwy entrò nel Genio militare Imperial-regio e nel 1912 viene inviato a Trento, dove svolse alcune missioni a Castello Tesino e presso i passi di Costalunga e San Pellegrino.

### Prima guerra mondiale

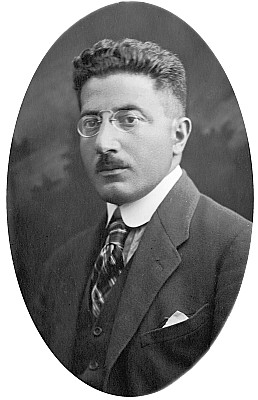
Richard Löwy (1925)

Nel 1914 arrivò in Val di Fiemme a Moena come comandante del k.u.k. Bauleitung (Genio militare), che impiegò molti giovani del posto per costruire ponti, strade e trincee, evitando di inviarli in Galizia sul fronte della prima guerra mondiale, salvandoli da morte certa. I lavori erano organizzati in turni, in modo da consentire alle persone del posto di occuparsi anche delle proprie attività agricole.
In quegli anni creò una sartoria-lavanderia militare in cui fece lavorare molte donne e istituì un sanatorio per i malati di tifo esantematico nella frazione di Sorte. Il comandante austriaco compì anche molte opere di beneficenza, tanto da meritarsi non solo la fiducia e la stima della popolazione locale, ma anche la cittadinanza onoraria concessa il 19 dicembre 1916 dal consiglio comunale di Moena: tale deliberazione costituisce l'unico esempio noto relativo ad un militare austro-ungarico destinatario di tale onorificenza nel Trentino.
Sempre nel 1916 venne insignito del Signum Laudis (la maggiore onorificenza imperiale per gli ufficiali impegnati in guerra) e della medaglia d'argento al valor militare.
Alla fine della prima guerra mondiale ritornò a Vienna, dove sposò la farmacista Johanna Luebgold nel 1929.

### Persecuzione nazista

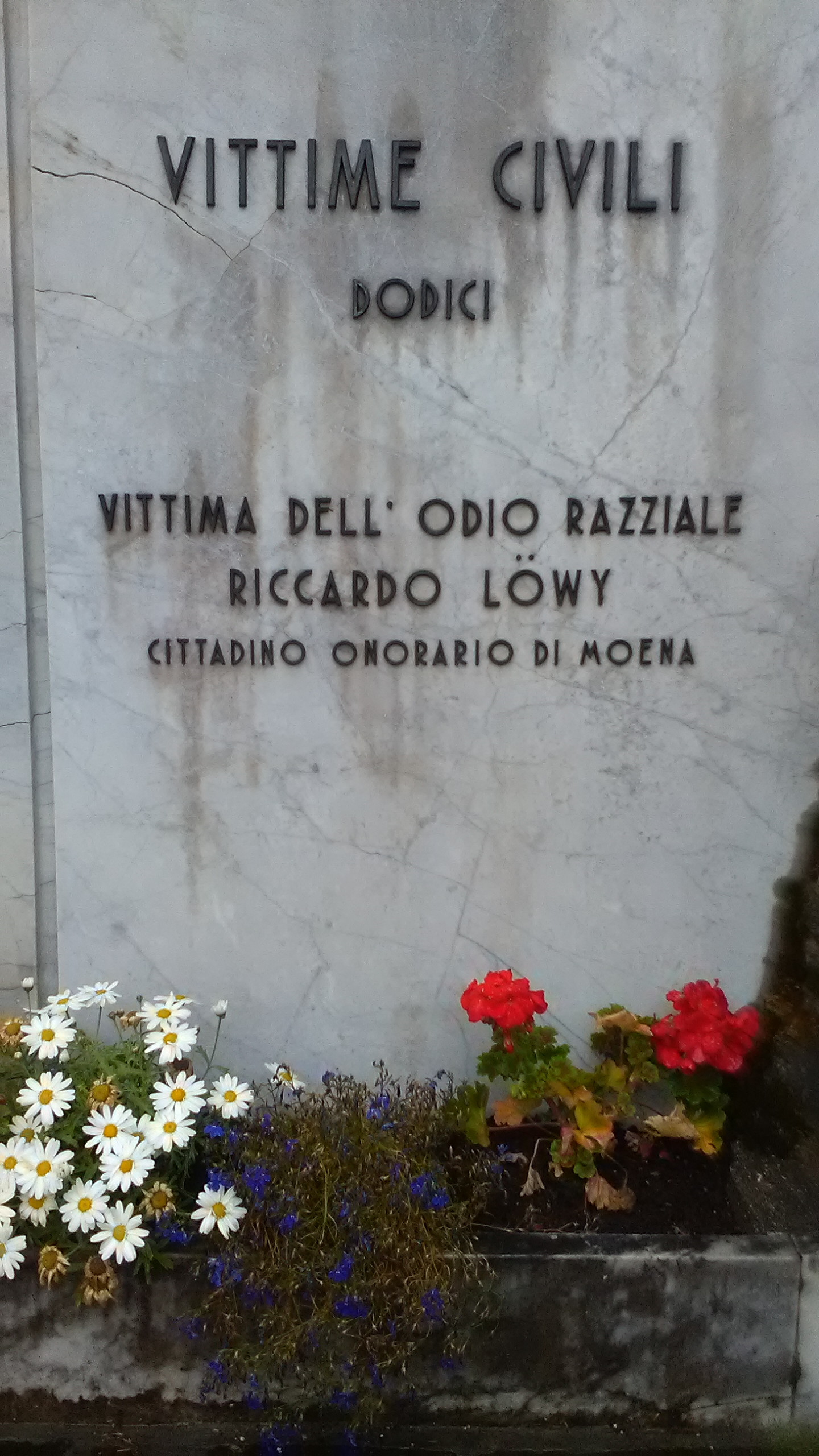
Monumento ai caduti di Moena (particolare)

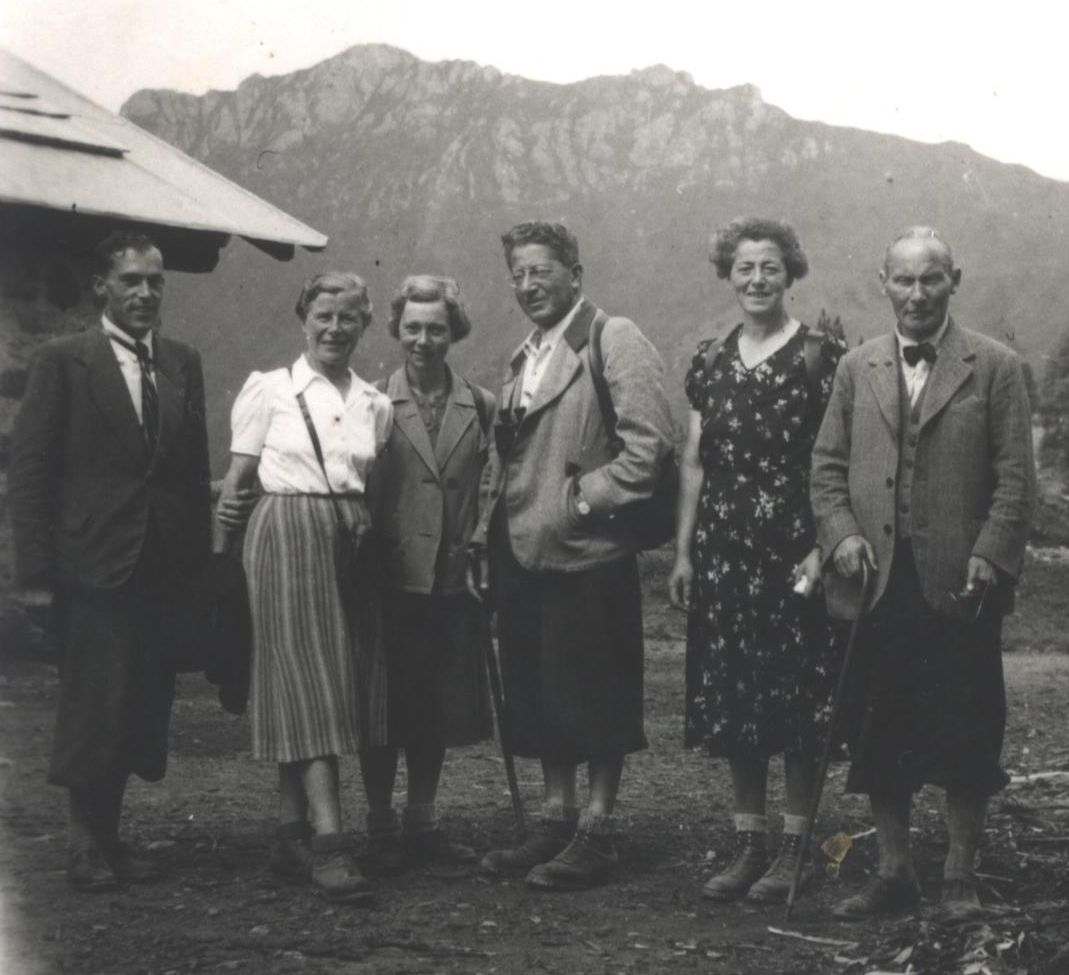
Una delle ultime immagini di Richard Löwy a Moena nel 1943

Dopo l'invasione dell'Austria da parte dell'esercito nazista nel marzo 1938, chiamato dalla propaganda nazista Anschluss, e la dichiarazione della popolazione ebrea come "esseri inferiori" (Untermenschen), Richard Löwy decise di scappare insieme alla moglie Johanna verso l'Italia per cercare rifugio nell'unico posto in cui sapeva di trovare degli amici disposti ad aiutarli: Moena.
La famiglia Löwy viene accolta da una maestra moenese, che mise a disposizione loro una casa.
Data la situazione sempre più pesante per gli ebrei in Austria, nell'agosto 1939 venne raggiunto dalla madre Hedvige e dalla sorella Martha con il marito Hermann Riesenfeld.
Il 15 giugno 1940 le autorità fasciste ordinarono di internare tutti gli ebrei e Richard (il cui nome era stato italianizzato in Riccardo) venne arrestato e deportato presso il carcere di Trento, e successivamente nei campi di concentramento di Notaresco, Casacalenda e Petrella Tifernina.
Nel 1941 Löwy ritornò a Moena e poi a Soraga in residenza coatta, dove continuò a ricevere l'aiuto dei cittadini locali, memori di tutto quello che l'ingegnere boemo aveva fatto per la comunità moenese ai tempi della prima guerra mondiale.
Il 4 gennaio 1944 la famiglia Löwy venne nuovamente arrestata nella frazione di Someda e condotta alle prigioni di Trento, dove per cinque settimane patì il freddo, la fame e ogni tipo di umiliazione razziale.
Dopo essere transitati per il campo di concentramento di Fossoli, il 22 febbraio 1944 vennero caricati, insieme a Primo Levi, sui carri bestiame del convoglio 08 che partì per il campo di sterminio di Auschwitz. Il treno raggiunse il campo di sterminio dopo quattro giorni di viaggio. Della famiglia Löwy si persero le tracce: se arrivarono vivi ad Auschwitz, furono tutti sterminati nelle camere a gas.

## Ricordo

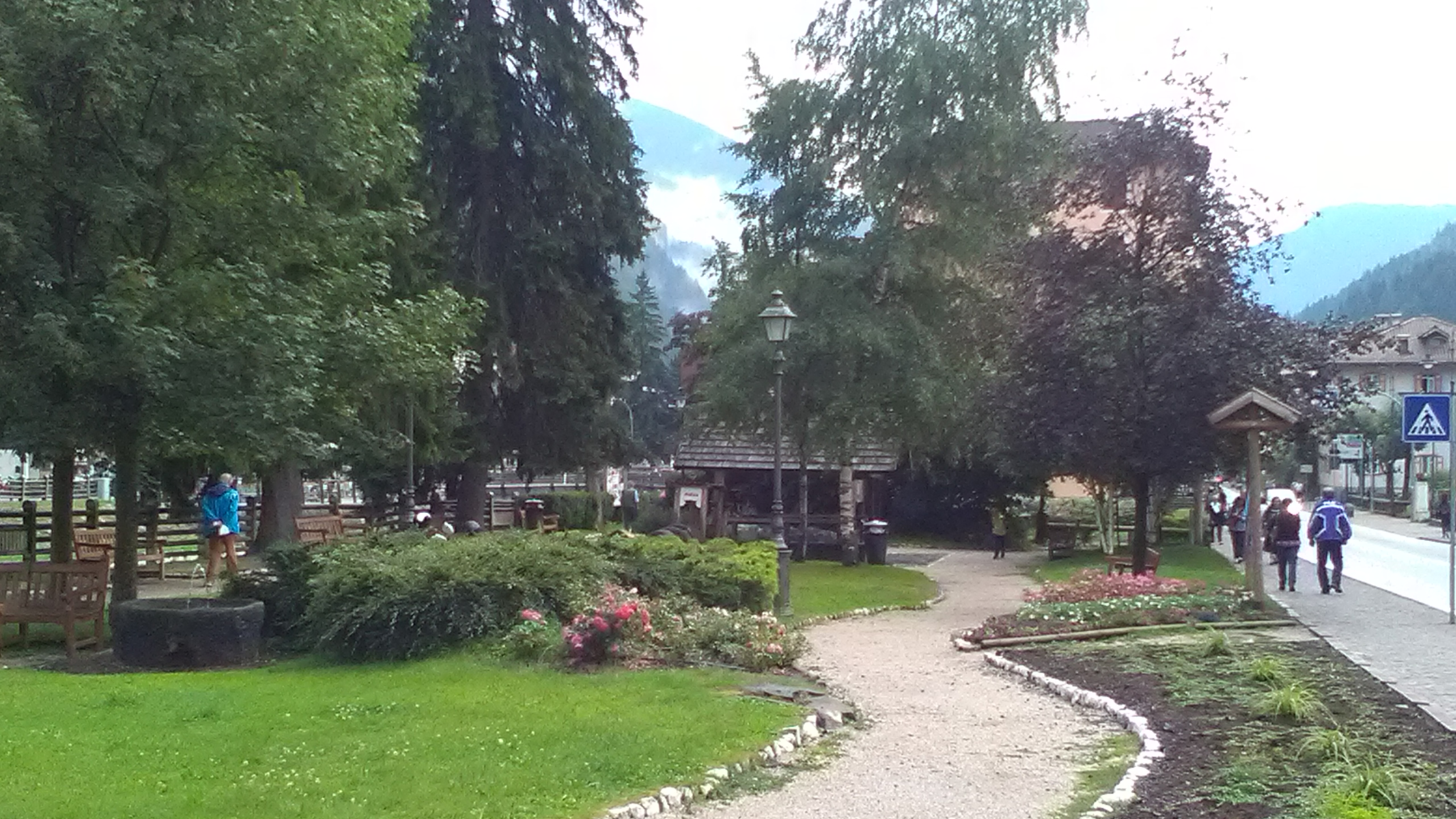
Parco "Richard Löwy" a Moena

Nel 1984 l'amministrazione comunale di Moena decise di dedicare a Riccardo Löwy la via principale del paese, che prima di allora era intitolata via Roma, e l'omonimo parco centrale lungo il torrente Avisio.
Il suo nome è presente sul monumento ai caduti davanti alla chiesa di San Vigilio a Moena.
Il 28 gennaio 2025, in occasione del Giorno della Memoria, è stata posata una pietra d'inciampo nei pressi della casa di Someda da cui Löwy fu arrestato e deportato verso la morte.

## Filmografia
- (LLD, IT) Fabio Chiocchetti, Richard Löwy e l doer de la recordanza / Richard Löwy e il dovere della memoria, Istitut cultural ladin Majon di Fasegn, 2014.